# ナエマ (小惑星)
ナエマ (845 Naema) は小惑星帯にある小惑星。マックス・ヴォルフが1916年にハイデルベルクのケーニッヒシュトゥール天文台で発見した。
ナエマ族という非常に小規模な小惑星族の名前の由来となった。
2007年9月に熊本県で掩蔽が観測された。